# الشروق تي في
الشروق TV هي قناة تلفزيونية جزائرية خاصة تابعة لمؤسسة الشروق، ضمن باقة الشروق.

## نبذة عن القناة
انطلق البث التجريبي لقناة الشروق في عيد الثورة وذكرى تأسيس جريدة الشروق اليومي، حيث اتخذت من العاصمة الأردنية عمان مقرًا لها، ولها مكتب معتمد في الجزائر. تبث القناة على الأقمار الصناعية نايلسات، عربسات، وهوتبيرد. أطلقت مؤسسة الشروق في الأول من نوفمبر 2011، البث التجريبي لقناة الشروق على القمر الصناعي نايلسات، وجاءت هذه الانطلاقة في الذكرى الـ57 لاندلاع ثورة التحرير الجزائرية، والذكرى الـ11 لتأسيس جريدة الشروق اليومي. فيما بدأت بثها الرسمي في 15 مارس 2012.
تمتلك القناة مجموعة من المكاتب على المستوى الوطني ومكاتب عالمية أخرى. كما تدير شركة الشروق القناة وجريدة الشروق اليومي ومجلة الشروق العربي.

## البرامج
تبث القناة مجموعة من البرامج المتنوعة طوال فترات اليوم; صباحية مثل:صباح الشروق، برامج دينية، مسلسلات، برامج رياضية، برامج مسابقات، وغيرها من البرامج الترفيهية والمنوعة.

### مسلسلات

#### دراما
في 2016، قامت القناة بدبلجة أول مسلسل تركي إلى الدارجة الجزائرية.
- الوجه الآخر (2012)
- حلاوة روح (2014)
- ذئاب الحب (2015)
- الخروج (2016)
- اليف «بالدارجة الجزائرية» (2016)
- وادي الذئاب 9 «بالدارجة الجزائرية» (2017)
- السلطانة قسم (2017)
- قيامة أرطغرل (2017)
- زهرة القصر «بالدارجة الجزائرية» (2017)
- فيلينتا «بالدارجة الجزائرية» (2017)
- /  ورد أسود (2019)
- أولاد الحلال(2019)
- السلطان عبد الحميد (2020)

#### كوميديا
- عمارة الحاج لخضر (2012–2013)
- مكاش الزهر (2012–2013)
- حكاياتكم (2013)
- فقر مونتال (2014)
- بنت ولد (2014)
- قرمية الرايسة  (2014)
- السلطان عاشور 10 (2015–2017)
- عايلة هاي تاك (2016)
- B73 (2016)
- ناس السطح (2017)
- بوقرون (2018)
- دقيوس ومقيوس (2018)
- بلا حدود (2019)
- خالي (2019)
- البطحة (2023–2023)

### مسابقات
- زدني (2014)
- أدي ولا خلي (2015)
- تقدر تربح اكثر (2016)
- إفتح قلبك (2016)
- ماستر شاف الجزائر (2016)

### كاميرا خفية
تعرض كل شهر رمضان.
- كاميرا أنتربول (2012)
- قول الصح (2012)
- ستار تار (2013)
- كاميرا بوليس (2014)
- الجن حاب يسكن (2014)
- دار الخلايع (2015)
- عريس & عروسة (2016)
- psycho نوم (2016)
- كرسي الاعتراف  (2016)
- الواعرة (2017)
- إنسان  (2019)
- حنا هاكا (2019)
- طاكسي بوليتيك (2019)
- بلاك موراك (2019)
- كاميرا امبوسيبل (2018)

### منوعات
- وأفعلوا الخير
- خط أحمر
- حرودي GAGS
- خليها في بالك
- المنشار
- الصحة للجميع
- موعد الأساطير
- مغامرات مصطفى غير هاك
- هذه حياتي
- حاجي يا لونجة
- أنس تينا
- عرسك علينا

### أطفال
- مع عمو يزيد (2015)
- مغامرات دينو «بالدارجة الجزائرية» (2017)

### رسوم متحركة
- المفتش مرقو (2014–2015)
- عودة المفتش الطاهر (2016)

## شعارات

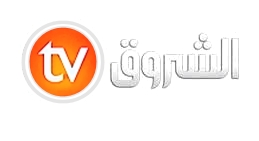
شعار الشروق تي في (يناير 2021-الآن)
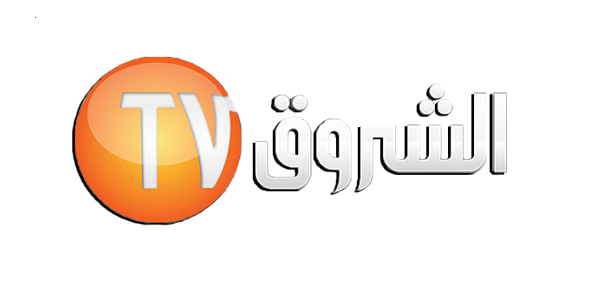
شعار الشروق تي في (أكتوبر 2014-يناير 2021)
شعار الشروق تي في (أفريل 2013-أكتوبر 2014)
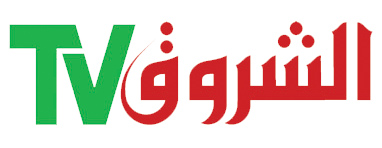
شعار الشروق تي في (مارس 2012-جوان 2012)